# Cetinska kultura
Cetinska kultura je naziv za materijalnu i duhovnu kulturu stanovnika srednjodalmatinske obale, te osobito njezina zaleđa, tijekom ranog i na samom početku srednjeg brončanog doba, tj. po Reineckevoj kronologiji Br A1 - A2/B1 (2200. – 1500. g. pr. Kr.). To je kultura ranoga brončanog doba (1900. do 1600. pr. Kr.), nazvana prema mnogobrojnim nalazištima uz rijeku Cetinu, raširena na području srednje Dalmacije i Hercegovine. Nosioci te kulture boravili su u špiljama (Škarin samograd kraj Drniša, Gudnja kraj Stona, Ravlića pećina u Drinovcima) ili u otvorenim naseljima (Gradac u Kotorcu i Krstina kraj Posušja). Karakteristična keramika (ornamentirani vrčevi na visokoj šupljoj nozi). Grobovi se nalaze u kamenim gomilama. Kod inhumacije imaju oblik kamene škrinje, kod incineracije ostatci pokojnika položeni su u glinene posude.

### Područje rasprostiranja
Najveći broj dosad poznatih nalazišta cetinske kulture smješten je u unutrašnjosti Dalmacije, prvenstveno između gornjeg toka rijeke Cetine i donjeg toka Neretve. Pojedinačni nalazi su dokumentirani na srednjodalmatinskim otocima, Palagruži, sjevernom Jadranu, duboko u unutrašnjosti zapadnog Balkana, Albaniji, južnoj Italiji te Grčkoj.

### Naselja
Naselja su najslabije poznat aspekt cetinske kulture. Znatnije naslage cetinske kulture otkrivene su samo u pećini Škarin samograd (oko 1.3m) smještenoj u podnožju Midenog brda šest kilometara sjeverozapadno od Unešića. Količina nalaza prikupljena na drugim istraženim naseljima, mahom pećinama, sugerira uglavnom privremeni ili povremeni boravak, a ponegdje tek kontakt s domicilnim stanovništvom.  Stratigrafija Škarinog samogarda omogućila je Ivanu Maroviću i Borivoju Čoviću izradu trofazne periodizacije cetinske kulture koja se održala u primjeni do današnjih dana.

### Pogrebni običaji
Nosioci cetinske kulture sahranjivali su mrtve biritualno (inhumacija, incineracija) u tumulima najčešće izrađenim od krupnog kamena lomljenca, a tek iznimno od sitnog kamena ili mješavine kamena i zemlje. Pokojnici su se u zgrčenom položaju polagali u kamenu škrinju ili su njihovi spaljeni ostatci pohranjeni u glinenu žaru najčešće smještenu u središte tumula. Kod oba načina ukopa, u kamenom nanosu tumula su otkriveni ulomci većeg broja (od dvije do čak 67) keramičkih posuda, a moguće je da se radi o tragovima obrednog razbijanja posuđa korištenog tijekom posmrtne gozbe. Uz isključivo inhumacijske ili paljevinske nekropole, postoje i one na kojima su primijenjena oba pogrebna obreda. Prilozi u grobovima vrlo su rijetki, a najčešće se radi o brončanom oružju ili nakitu. Keramika koja je nađena u funeralnom kontekstu uglavnom je mnogo slabije kvalitete od one iz naselja.

### Oružje i oruđe
Premda u okvirima cetinske kulture zasada ne postoje dokazi o samostalnoj proizvodnji brončanih predmeta, ona je ipak mogla postojati, jer je bio moguć uvoz sirovina.

#### 1. stupanj - Reinecke Br A1
Uz kameno i koštano oruđe i oružje (recidiv neolitika), iz tog razdoblja potječe i jedan jednostavan kratki triangularni bodež iz Čitluka. 

#### 2. stupanj - Reinecke Br A1-A2
Broj brončanih bodeža naglo raste, i njihova množina je nešto po čemu je cetinska kultura osobito zanimljiva. Najzanimljiviji nalazi iz tog doba su bodež italskoga tipa s ručicom iz 2 dijela iz Obrovca, kakvi su nađeni u Poladi i Ripatransoneu, te nož iz Biletića koji valja povezati s identičnim nalazom u egejskom Sesklu, iz 2. stupnja Ranoheladskog doba tj. iz 18. – 17. st. pr. Kr. Oba ta predmeta su očito importi, te odaju širinu trgovačkih veza cetinske kulture u zenitu njezina postojanja.

#### 3. stupanj - Reinecke Br A2-B1
Najvažniji nalaz iz ovog razdoblja je triangularni bodež iz sekundarno ukopanog groba u Han Obrovcu kraj Sinja, ukrašen na tipično unjetički način uz određene zapadne uplive, s analogijama iz Tirola. Riječ je o mlađem primjerku bodeža s punokovinskom drškom, koji stoji posve blizu prvih primjeraka kratkih mačeva tipa Apa, koji se javljaju nekako u isto doba (Br A2). Iz ovog razdoblja potječe grob s prilogom zlatne žice i bojne sjekire iz Čitluka koji se datiraju u Br A2-B1, a analogni nalazi potječu iz mađarskog Körösa, potvrđujući tako čvrste veze kasne cetinske kulture s Podunavljem i Karpatskom kotlinom.

### Keramoprodukcija

#### 1. stupanj - Reinecke Br A1
U najstarijem, 1. stupnju cetinske kulture u Škarinu Samogradu i drugdje su još uvijek prisutni brojni kasnobakrenodobni elementi, od kojih su najčešća svakako reljefna rebra koja su ukrašena utiskivanjem prsta. 
Među finom keramikom najbrojnije su terine različitih profila oboda, a čest je i ukras načinjen nazubljenim kotačićem. Tako ukrašeni ulomci odražavaju jak upliv kulture zvonolikih pehara koja je važna u formiranju ljubljanske kulture. Tumuli oko rijeke Cetine pokazuju izravan upliv kulture zvonolikih pehara.
Javljaju se i prvi specifično cetinski oblici posuda, koje su u početku uglavnom neukrašene ili su ukrašene vrlo jednostavno. 
Nalazi iz gomila tj. grobnih humki odaju sličnu sliku: uz kasnobakrenodobne oblike i ukrase, i tu se mogu naći i prve tipično cetinske, najčešće još neukrašene posude poput pehara s trakastom ručkom, već posve tipičnih cetinskih oblika. Javljaju se i prvi primjerci perforiranih posuda tipa Kotorac, koje su služile u kultne svrhe.

#### 2. stupanj - Reinecke br A1-A2
U Škarinu Samogradu, sloj ovoga stupnja je najdeblji, najbogatiji nalazima, i kulturno najhomogeniji. Skoro svi bakrenodobni elementi u naseobinskoj keramici naglo isčezavaju (zadržavaju se jedino rebra ukrašena utiskivanjem prsta, a dominiraju tipični cetinski ukrasi, osobito na terinama različitih profilacija, među kojima su česte specifično cetinske terine sa stopom. 
Stil ukrašavanja posuđa se kanonizira, na način da se određeni motivi vežu uz određene dijelove pojedinog tipa posuda. Ukrašavanje se izvodi udubljivanjem, žigosanjem i nanošenjem bijele inkrustacije, po skladnoj tamnoj površini posude.
Većina terina ima kao ukras samo horizontalnu liniju ispod oboda, no ima i onih sa složenijim ukrasima niže na tijelu posude, poput visećih trokuta i polumeandara. Najbrojniji tip posude su pehari, koji dobivaju ravan vrat. Iza pehara su po brojnosti posude tipa Kotorac. Javljaju se i strani ukrasi u formi „ljestvi“ i „riblje kosti“ Tom stupnju pripadaju nalazi iz Kotorca u Sarajevskom polju i većina nalaza iz gomila oko vrela Cetine, uključujući i najveću broj brončanih bodeža koji potječu iz nesistematski raskopanih gomila. 

#### 3. stupanj - Reinecke Br A2-B1
Za cetinsku kulturu toliko tipične posude tipa Kotorac posve nestaju, a rijetki su i ulomci terina i pehara klasičnog cetinskog stila. Javljaju se terine s izrazito proširenim (do 5 cm!) obodom na unutrašnjoj strani, a česti postaju pehari s rožastim ili sjekirastim produžetcima na obodu iznad trakaste drške. Još se uvijek javljaju i strani „ljestvičasti“ i „riblja kost“ ukrasni motivi.
Prijelaz iz 2. u 3. stupanje cetinske kulture najbolje ilustriraju nalazi iz naknadnog ukopa u stariji tumul – gomilu iz Han Obrovca kraj Sinja, koji se na temelju priloženog triangularnog bodeža sa sigurnošću može datirati u konac 17. st. pr. Kr. (Br A2). Kod tog ukopa prvo padaju u oči su tri ulomka licenske keramike, čiji se najvažniji lokaliteti nalaze u Donjoj Austriji i Transdanubiji.

### Geneza
Cetinska kultura izrasta početkom ranog brončanog doba na eneolitskom supstratu (jadranska kultura); njezini nositelji pripadaju starom mediteranskom stanovništvu koje je bilo djelomično indoeuropeizirano, ali nije bilo indoeuropsko.